# Lijst van nummer 1-hits in Duitsland in 1965
Deze hits stonden in 1965 op nummer 1 in de Der Musikmarkt, de bekendste hitlijst in Duitsland.
| Datum        | Artiest                     | Titel                               |
| ------------ | --------------------------- | ----------------------------------- |
| 2 januari    | Ronny                       | Kleine Annabell                     |
| 9 januari    | Ronny                       | Kleine Annabell                     |
| 16 januari   | Roy Orbison                 | Oh, pretty woman                    |
| 23 januari   | Roy Orbison                 | Oh, pretty woman                    |
| 30 januari   | Cliff Richard               | Das ist die frage aller fragen      |
| 6 februari   | Cliff Richard               | Das ist die frage aller fragen      |
| 13 februari  | Cliff Richard               | Das ist die frage aller fragen      |
| 20 februari  | Cliff Richard               | Das ist die frage aller fragen      |
| 27 februari  | Ronny                       | Kleine Annabell                     |
| 6 maart      | Ronny                       | Kleine Annabell                     |
| 13 maart     | Bernd Spier                 | Das war mein schönster tanz         |
| 20 maart     | Bernd Spier                 | Das war mein schönster tanz         |
| 27 maart     | Petula Clark                | Downtown                            |
| 3 april      | Petula Clark                | Downtown                            |
| 10 april     | Petula Clark                | Downtown                            |
| 17 april     | Petula Clark                | Downtown                            |
| 24 april     | Petula Clark                | Downtown                            |
| 1 mei        | Petula Clark                | Downtown                            |
| 8 mei        | Petula Clark                | Downtown                            |
| 15 mei       | Petula Clark                | Downtown                            |
| 22 mei       | The Rolling Stones          | The last time                       |
| 29 mei       | The Rolling Stones          | The last time                       |
| 5 juni       | The Rolling Stones          | The last time                       |
| 12 juni      | The Rolling Stones          | The last time                       |
| 19 juni      | Drafi Deutscher             | Heute male ich dein bild, Cindy Lou |
| 26 juni      | Drafi Deutscher             | Heute male ich dein bild, Cindy Lou |
| 3 juli       | Drafi Deutscher             | Heute male ich dein bild, Cindy Lou |
| 10 juli      | Nini Rosso                  | Il silenzio                         |
| 17 juli      | Nini Rosso                  | Il silenzio                         |
| 24 juli      | Nini Rosso                  | Il silenzio                         |
| 31 juli      | Nini Rosso                  | Il silenzio                         |
| 7 augustus   | Nini Rosso                  | Il silenzio                         |
| 14 augustus  | Nini Rosso                  | Il silenzio                         |
| 21 augustus  | Nini Rosso                  | Il silenzio                         |
| 28 augustus  | Nini Rosso                  | Il silenzio                         |
| 4 september  | Nini Rosso                  | Il silenzio                         |
| 11 september | Nini Rosso                  | Il silenzio                         |
| 18 september | Nini Rosso                  | Il silenzio                         |
| 25 september | Nini Rosso                  | Il silenzio                         |
| 2 oktober    | Sam the Sham & the Pharaohs | Wooly bully                         |
| 9 oktober    | Sam the Sham & the Pharaohs | Wooly bully                         |
| 16 oktober   | Sam the Sham & the Pharaohs | Wooly bully                         |
| 23 oktober   | The Rolling Stones          | (I can't get no) Satisfaction       |
| 30 oktober   | The Rolling Stones          | (I can't get no) Satisfaction       |
| 6 november   | The Rolling Stones          | (I can't get no) Satisfaction       |
| 13 november  | The Rolling Stones          | (I can't get no) Satisfaction       |
| 20 november  | The Rolling Stones          | (I can't get no) Satisfaction       |
| 27 november  | The Rolling Stones          | (I can't get no) Satisfaction       |
| 4 december   | Drafi Deutscher             | Marmor, Stein und Eisen bricht      |
| 11 december  | Drafi Deutscher             | Marmor, Stein und Eisen bricht      |
| 18 december  | Drafi Deutscher             | Marmor, Stein und Eisen bricht      |
| 25 december  | Drafi Deutscher             | Marmor, Stein und Eisen bricht      |